# Alträdbasbagge
Alträdbasbagge (Rabocerus gabrieli) är en skalbaggsart som först beskrevs av Ulrich Gerhardt 1901.  Alträdbasbagge ingår i släktet Rabocerus, och familjen trädbasbaggar. Arten är reproducerande i Sverige.